# Dale Mitchell
Dale William Mitchell (Vancouver, 21 de Abril de 1958), mais conhecido como Dale Mitchell,  é um ex-futebolista e ex-técnico da Seleção Canadense de Futebol, entre 2007-2009.

## Carreira
Dale Mitchell fez parte do elenco da histórica Seleção Canadense de Futebol da Copa do Mundo de 1986 